# Fabio Baldato
Fabio Baldato (Lonigo, 13 juni 1968) is een voormalig Italiaans wielrenner.

## Carrière
Tijdens zijn carrière bouwde hij een mooie erelijst op met etappeoverwinningen in zowel Tour, Giro als Vuelta en andere etappekoersen. Zijn specialiteit was de massasprint.
In grote eendagswedstrijden wist Baldato vaak in de voorste gelederen te eindigen, maar haalde het vaak net niet. Zo werd hij in de jaren 90 twee keer tweede in de Ronde van Vlaanderen, Parijs-Roubaix en Milaan-San Remo. Dat kwam ook doordat Baldato bij de Italiaanse wielerploeg MG Maglificio―Technogym in dezelfde ploeg reed van Michele Bartoli, die een betere afwerker was. In 1998 won hij zijn enige grote eendagswedstrijd, namelijk Rund um den Henninger-Turm. Baldato vertegenwoordigde zijn vaderland bij de Olympische Spelen van 1996 in Atlanta en eindigde daar op de zevende plaats in de individuele wegwedstrijd.
In 2008 zette Baldato op 40-jarige leeftijd een punt achter zijn carrière na een sleutelbeenbreuk in de Eneco Tour. In 2010 werd hij ploegleider bij BMC Racing Team. In 2021 werd hij ploegleider bij UAE Team Emirates.

## Belangrijkste overwinningen
1990
- Trofeo Città di Castelfidardo

1993
- 1e etappe Catalaanse Wielerweek
- 4e etappe Ronde van Italië
- 16e etappe Ronde van Italië
- 21e etappe Ronde van Italië
- 3e etappe deel a Ronde van Nederland

1994
- 2e etappe Parijs-Nice
- 4e etappe Parijs-Nice
- 1e etappe Ronde van Oostenrijk
- 2e etappe Ronde van Oostenrijk

1995
- 1e etappe deel b Ronde van de Middellandse Zee
- 1e etappe Ronde van Valencia
- 8e etappe deel a Parijs-Nice
- 2e etappe Driedaagse van De Panne
- 1e etappe Ronde van Frankrijk
- Ronde van Neurenberg

1996
- Coppa Bernocchi
- 3e etappe deel a Ronde van Luxemburg
- 21e etappe Ronde van Frankrijk
- 6e etappe Ronde van Spanje
- 7e etappe Ronde van Spanje

1998
- Rund um den Henninger-Turm
- 2e etappe Ronde van Romandië

1999
- 6e etappe Ronde van de Middellandse Zee
- 2e etappe Ronde van Denemarken

2000
- 3e etappe Parijs-Nice

2001
- 4e etappe Ronde van Luxemburg

2002
- 3e etappe deel a Driedaagse van De Panne

2003
- 1e etappe Ster van Bessèges
- Eindklassement Ster van Bessèges
- 2e etappe Driedaagse van De Panne
- 2e etappe Ronde van Italië
- 2e etappe Ronde van Polen

2004
- 1e etappe Ronde van Polen
- 4e etappe Ronde van Polen

2006
- 2e etappe Ronde van Oostenrijk

2007
- 1e etappe Ronde van Oostenrijk

## Resultaten in voornaamste wedstrijden
| Jaar | Ronde van Italië | Ronde van Frankrijk | Ronde van Spanje |
| ---- | ---------------- | ------------------- | ---------------- |
| 1991 | opgave           |                     |                  |
| 1992 |                  |                     | opgave           |
| 1993 | 88e (3)          |                     |                  |
| 1994 | opgave           |                     |                  |
| 1995 | opgave           | opgave (1)          |                  |
| 1996 |                  | 63e (1)             | opgave (2)       |
| 1997 | opgave           | opgave              |                  |
| 1998 | opgave           | opgave              |                  |
| 1999 | 103e             |                     |                  |
| 2000 | opgave           |                     | 98e              |
| 2001 | 79e              | 81e                 |                  |
| 2002 |                  | 132e                | opgave           |
| 2003 | 76e (1)          | opgave              |                  |
| 2004 |                  | 135e                |                  |
| 2005 | 130e             |                     | 116e             |
| 2006 |                  |                     |                  |
| 2007 |                  |                     |                  |
| 2008 | 109e             |                     |                  |

| Jaar | Milaan-San Remo | Gent-Wevelgem | Ronde van Vlaanderen | Parijs-Roubaix | Amstel Gold Race | Luik-Bast.‑Luik | Cyclassics Hamburg | Parijs-Brussel | E3 Harelbeke |  | Wereldranglijsten |
| ---- | --------------- | ------------- | -------------------- | -------------- | ---------------- | --------------- | ------------------ | -------------- | ------------ |  | ----------------- |
| 1991 |                 | 138e          |                      |                |                  |                 |                    |                |              |  |                   |
| 1992 |                 |               |                      |                |                  |                 |                    | 16e            |              |  |                   |
| 1993 |                 |               |                      |                |                  |                 |                    | 24e            |              |  |                   |
| 1994 | 6e              | 102e          | 6e                   | ↑              |                  |                 |                    |                | 7e           |  |                   |
| 1995 | 10e             |               | ↑                    | 7e             |                  |                 |                    |                |              |  | 5e (UWB)          |
| 1996 | 6e              | Brons         | ↑                    |                |                  |                 |                    |                | 12e          |  | 8e (UWB)          |
| 1997 | 60e             |               |                      | 15e            | 78e              | 87e             |                    | 58e            |              |  |                   |
| 1998 |                 | 10e           | 13e                  |                | 12e              |                 |                    |                |              |  | 17e (UWB)         |
| 1999 |                 |               |                      |                |                  |                 |                    | Brons          |              |  |                   |
| 2000 | ↑               |               | 12e                  | 40e            | 28e              |                 | Brons              |                |              |  |                   |
| 2001 | 112e            |               | 31e                  |                |                  |                 | 8e                 | 4e             |              |  | 31e (UWB)         |
| 2002 | 53e             |               |                      |                |                  |                 | 6e                 |                |              |  |                   |
| 2003 | 40e             |               | 4e                   | 11e            |                  |                 | 7e                 |                | 20e          |  |                   |
| 2004 | 16e             |               | 60e                  | 24e            |                  |                 | 36e                |                | 10e          |  |                   |
| 2005 | 81e             | 54e           | 14e                  |                |                  |                 | 107e               |                |              |  |                   |
| 2006 |                 |               | 41e                  |                |                  |                 |                    | 87e            | 22e          |  |                   |
| 2007 | 105e            | 25e           | 73e                  | 10e            | 91e              |                 |                    |                |              |  | 201e (UPT)        |
| 2008 | 105e            | 59e           | 62e                  | 10e            |                  |                 |                    |                |              |  |                   |